# Hans-Joachim Klein
Hans-Joachim Klein (n. 20 august 1942, Darmstadt, Germania Nazistă) este un înotător ce a reprezentat Germania, medaliat olimpic. A participat la 2 ediții ale Jocurilor Olimpice (1960, 1964) în care a câștigat 3 medalii de argint și o medalie de bronz.